# Жапонвар
Жапонвар (порт. Japonvar) — муниципалитет в Бразилии, входит в штат Минас-Жерайс. Составная часть мезорегиона Север штата Минас-Жерайс. Входит в экономико-статистический микрорегион Монтис-Кларус. Население составляет 8232 человека на 2007 год. Занимает площадь 376,371 км². Плотность населения — 24,3 чел./км².

## История
Город основан 1 января 1997 года. 

## Экономика
Основные виды экономической деятельности — животноводство и торговля сельхозпродукцией. На 646 сельскохозяйственных предприятиях заняты 1700 чел. Поголовье крупного рогатого скота — 8700 голов (2006). Посевная площадь сельхозкультур составляет 100 га (бобы, сахарный тростник, маниок, кукуруза). Расположен на автостраде BR-135.
В муниципалитете расположены 6 клиник, 8 начальных и 1 средняя школа.

## Статистика
- Валовой внутренний продукт на 2005 год составляет 19 043 000 реалов (данные: Бразильский институт географии и статистики).
- Валовой внутренний продукт на душу населения на 2003 год составляет 1909,68 реалов (данные: Бразильский институт географии и статистики).
- Индекс развития человеческого потенциала на 2000 год составляет 0,618 (данные: Программа развития ООН).